# Yesh Atid
Yesh Atid (hebraisk: יש עתיד) er et politisk parti i Israel, dannet i januar 2012 af den tidligere journalist Yair Lapid. Ved valget til Knesset i 2021 fik  partiet 17 pladser.

## Leder
Yair Lapid siden 2012.